# David (miasto)
David (pełna nazwa San José de David) – miasto w zachodniej Panamie, kilkanaście kilometrów na północ od wybrzeża Oceanu Spokojnego. Ośrodek administracyjny prowincji Chiriquí. Współrzędne geograficzne: 8°26′N 82°26′W/8,433333 -82,433333. Czwarte pod względem liczby ludności miasto kraju - 82,9 tys. (2010). Miasto położone jest przy Drodze Panamerykańskiej. Posiada port lotniczy Enrique Malek (IATA: DAV).
David stanowi ważny ośrodek gospodarczy zachodniej części kraju. Rozwinął się tu przemysł spożywczy, włókienniczy, odzieżowy i obuwniczy. Stanowi ośrodek handlu produktów rolnych z okolicy. W mieście są czynne 4 kasyna. Budownictwo to w większości domki parterowe z szerokimi dachami. Ulice David są bardzo niebezpieczne z powodu zachowania kierowców, ignorujących znak alto (stop), wymuszających pierwszeństwo, jeżdżących bez świateł. Większość dzielnic jest niebezpieczna po zmroku. Najgorszą sławą cieszą się Pedregal La Barriada San Jose, Nuevo Vedado. Nuevo Vedado to dzielnica, z której pochodzi żona byłego dyktatora Manuela Noriegi. Obecnie jej dawny dom to ruina zamieszkana przez ludzi z niższej klasy. W David znajduje się więzienie stanowe. Dużo młodych ludzi nie pracuje, zajmując się podejrzanymi interesami, przeważnie handlem kokainą. Policja patroluje ulice na crossowych motocyklach, w kamizelkach kuloodpornych i z długą bronią w ręku. Jedną z ekskluzywnych dzielnic miasta jest San Antonio.